# فلوريان كاجوري
فلوريان كاجوري (28 فبراير، 1859م - 14 أو 15 أغسطس، 1930م) هو رياضياتي ومؤرخ سويسري-أمريكي.

## سيرته
هاجر فلوريان كاجوري إلى الولايات الأمريكية المتحدة عندما كان عمره 16 سنة. استلم درجات كلاً من الباكلوريوس والماجستير من جامعة ويسكونسن-ماديسون. تعلم لبعض سنوات في جامعة تولين، قبل تعيينه كبروفسور رياضيات تطبيقية هناك في عام 1887م. ومن بعدها انتقل شمالاً لعلاجه من مرض السل. أنشأ المجتمع العلمي لجامعة كولورادو، ودرس هناك، وفي أوقات لاحقة أصبح كرسي في الرياضيات والفيزياء، وعميد قطاع الهندسة. بينما في كولورادو، استلم الدكتوراه من تولين في عام 1894م.
محاضرة تاريخ الرياضيات (1894م) لكاجوري كانت أول محاضرة انتشرت على نطاق واسع في الولايات المتحدة. ونظراً لسمعته في تاريخ الرياضيات عُيِّن في عام 1918م إلى أول كرسي لتاريخ الرياضيات في أمريكا، المصنوع خصيصاً له، بـجامعة كاليفورنيا، بركلي. وبقي في الجامعة حتى وفاته في عام 1930م. وبالإضافة إلى العديد من الكتب التي ألفها، فقد ساهم بمقالات معروفة وشهيرة في تاريخ الرياضيات وذلك في مجلة المجلة الأمريكية الرياضياتية الشهرية. آخر أعماله كانت على مراجعة ترجمة أندرو موت في عام 1729م لقواعد نيوتن الرياضية، المجلد الأول: حركة الأجسام، ولكنه توفي قبل إكماله. أنهي العمل لاحقاً من قبل آر. تي.كراوفورد من بركلي، كاليفورنيا.

## المجتمعات والتكريم
- (1917-1918م): رئيس جمعية الرياضيات الأمريكية.
- (1923م): نائب رئيس الاتحاد الأمريكي للتقدم العلمي.
- (1924-1925م): نائب رئيس تاريخ العلوم المجتمعية.
- (1929-1930م): نائب رئيس لجنة التاريخ العالمي للعلوم.
- فوهة كاجوري على القمر سُميت تكريماً له.

## المنشورات

### الكتب
- 1890م: تعليم وتاريخ الرياضيات في الولايات المتحدة الأمريكية، مكتب الطباعة الحكومية.
- 1893م: تاريخ الرياضيات، شركة ماكملان.[9]
- 1898م: تاريخ الرياضيات التأسيسية، ماكملان.
- 1909م: تاريخ قاعدة انخفاض اللوغاريتمات والأدوات الحليفة، شركة أخبار الهندسة للنشر.
- 1916م: ويليام أوترد: معلم رياضيات القرن السابع عشر، شركة ذا أوبن كورت للنشر.
- 1917م: تاريخ الفيزياء وأساسياتها وفروعها: متضمنةً تطور معامل الفيزياء المختبرية، شركة ماكملان.
- 1919م: تاريخ مفاهيم الحدود والجريان في بريطانيا العظمى، من نيوتن إلى وودهاوس، شركة أوبن كورت للنشر.[10]
- 1920م: عن تاريخ مقياس جنتر وقاعدة الانخفاض خلال القرن السابع عشر المجلد الأول، جامعة كاليفورنيا.
- 1928م: تاريخ التدوين الرياضياتي.
- 1934م: قواعد السير إسحاق نيوتن الرياضية للفلسفة الطبيعية ونظام العالم، أندرو موت، روجع. فلوريان كاجوري. بركلي، جامعة كاليفورنيا.[11]

### المقالات
- 1913م: «تاريخ مفاهيم الأسس واللوغارتميات»، المجلة الأمريكية الرياضية الشهرية، العدد العشرون.
- الصفحة 5: من نابير إلى ليبنز وجون برنولي، 1614-1712م.
- الصفحة 35: التدوين الأسي الحديث.
- الصفحة 75: إنشاء نظرية اللوغارتمات للأعداد المركبة، لأويلر 1747 - 1749م.
- الصفحة 107: من أويلر إلى ويسل وأرغاند، 1749-1800م، نقاش بارن.
- الصفحة 148: التعميمات والتحسينات المتأثرة خلال القرن التاسع عشر: تمثيل بياني.
- الصفحة 173: التعميمات والتحسينات المتأثرة خلال القرن التاسع عشر: تمثيل بياني. (2)
- الصفحة 205: التعميمات والتحسينات المتأثرة خلال القرن التاسع عشر: تمثيل بياني. (3)

هذه السبعة أجزاء من المقالة متواجدة حالياً خلال برنامج المحتوى المبكر لـجايستور.
- 1923م: «تاريخ تدوين التفاضل والتكامل.» حوليات الرياضيات، السلسلة الثانية. المجلد. 25، رقم. 1، الصفحات من 1-46.